# Exones crípticos
Un exón críptico es una secuencia intrónica no conservada que no forma parte del conjunto de exones de un gen, pero que aparece en un transcrito de ARN como consecuencia de un empalme incorrecto durante el procesamiento de este transcrito. Esto ocurre cuando los sitios de empalme de una región intrónica se ven afectados por la presencia de una mutación o una nueva inserción de un retroelemento, de modo que este intrón queda incluido en el ARN mensajero maduro.

## Impacto funcional
En el ARNmensajero se incluyen exones crípticos como si se tratase de exones normales. Esto provoca la generación de un nuevo péptido críptico, que habitualmente pierde la función de la proteína original. Además, también puede ocurrir que el exón críptico presente un codón de parada prematuro, que impide la traducción completa de la proteína. 
Se ha observado la presencia de exones crípticos en algunas enfermedades de carácter genético. Es el caso de la esclerosis lateral amiotrófica, en la que el desplazamiento de la proteína de unión al ADN TDP-43 al citoplasma provoca la inclusión de exones crípticos en ciertos genes, dando lugar a una pérdida de función de proteínas neuronales implicadas en patogénesis y desarrollo de la enfermedad.
Otro ejemplo de implicación de los exones crípticos en patologías es la Ataxia-telangiectasia. En este caso, un estudio demostró que la enfermedad se desarrollaba en uno de los pacientes por la inserción de un pseudogén (DUSP16) en una región intrónica del gen ATM. Esto provoca la aparición de nuevos sitios de empalme, que llevan a la inclusión de un nuevo exón críptico en el transcrito maduro. Este exón críptico presenta un codón de parada prematuro, lo que da lugar a la pérdida de función de ATM.

## Importancia terapéutica
La presencia de exones crípticos en estas enfermedades sólo se ha estudiado recientemente, gracias a los avances en secuenciación del genoma y exomas, ya que es difícil detectarlos mediante los análisis convencionales que se suelen llevar a cabo en los pacientes. 
Existen estudios que apuestan por el desarrollo de oligonucleótidos antisentido (ASO), ya que se ha visto que estos son capaces de bloquear el empalme aberrante producido por los exones crípticos, restaurando la función habitual de la proteína pertinente.